# Medicago talyschensis
Medicago talyschensis är en ärtväxtart som beskrevs av I.Ja. Latschaschvili. Medicago talyschensis ingår i släktet luserner, och familjen ärtväxter. Inga underarter finns listade i Catalogue of Life.